# Pimpla elegantissima
Pimpla elegantissima là một loài tò vò trong họ Ichneumonidae.